# Jenneville
Jenneville is een dorp in de Belgische provincie Luxemburg. Het ligt in Moircy, een deelgemeente van Libramont-Chevigny. Jenneville ligt een kilometer ten noordoosten van het centrum van Moircy, langs de Ourthe. Anderhalve kilometer ten noorden ligt het gehucht Bonnerue.

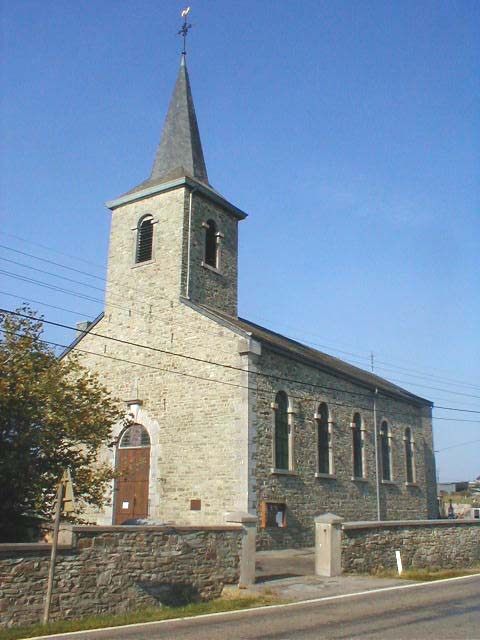
Église Sainte-Julienne

## Geschiedenis
Op de Ferrariskaart uit de jaren 1770 staat het plaatsje aangeduid als Chenneville. Op het eind van het ancien régime werd Jenneville een gemeente, maar deze werd in 1823 weer opgeheven en bij Moircy gevoegd. In 1977 werd Moircy met daarin Jenneville een deelgemeente van Libramont-Chevigny.

## Bezienswaardigheden
- de Église Sainte-Julienne

## Verkeer en vervoer
Door Jenneville loopt de N826, de weg van Libramont naar Bastenaken.
Deelgemeenten: Bras · Freux · Libramont · Moircy · Recogne · Remagne · Sainte-Marie-Chevigny · Saint-Pierre

Overige dorpen en gehuchten: Bernimont · Bonnerue · Bougnimont · Chenet · Flohimont · Jenneville · Lamouline · Laneuville · Neuvillers · Nimbermont · Ourt · Presseux · Renaumont · Rondu · Sberchamps · Séviscourt · Wideumont

Belgische gemeenten · Arrondissement Neufchâteau · Luxemburg · Wallonië